# Nysvenska folkförbundet
Nysvenska Folkförbundet var ett kortvarigt nazistiskt politiskt parti med tidningen Vår Kamp som officiellt organ och Stig Bille som partiledare.
Folkförbundet bildades den 19 januari 1930 då Göteborgs- och Uppsalaavdelningarna av 
Sveriges Nationalsocialistiska Folkparti (SNFP) bröt sig ur organisationen, en utveckling där bland andra Per Engdahl var drivande. Redan 1 oktober samma år gick Göteborgsavdelningen åter ihop med SNFP, och tillsammans bildade man Nysvenska Nationalsocialistiska Förbundet (NNSF) under ledning av Birger Furugård. Per Engdahl och andra medlemmar av Uppsalasektionen valde att gå sin egen väg och grundade istället Förbundet Det nya Sverige.